# GridGain Systems
GridGain Systems — американская частная компания, разработчик резидентной СУБД.
Основана в 2007 году Никитой Ивановым и Дмитрием Сетракяном, штаб-квартира расположена в Фостер-Сити (Калифорния).
Основной проект — одноимённая коммерческая система управления базами данных, в 2014 году передала ядро системы в фонд Apache Software Foundation, дав начало свободному варианту СУБД, названному Apache Ignite (первый выпуск — в начале 2015 года, с сентября 2015 года выведен из инкубатора).
В 2014 году признавалась Gartner в качестве перспективаного поставщика технологий резидентных вычислений.
Среди инвесторов — RTP Ventures, Almaz Capital (2013, $10 млн), Сбербанк и фонд MoneyTime (2016, $15 млн).